# روئیزولود
شهر روئیزولود (به فرانسوی: Ruiselede) در شهرستان تیئلت در استان فلاندری غربی در منطقه فلاندری در کشور بلژیک واقع شده‌است.